# Кентавър (планетоид)
Вижте пояснителната страница за други значения на Кентавър.
Кентавърът е вид планетоид. Носи името на митологичното същество кентавър. Счита се, че има 44 000 кентавъра с диаметър над 1 km в Слънчевата система. Продължителността на съществуването им е няколко милиона години. Орбитите им са непостоянни/променящи се; кентаврите пресичат орбитите на други големи планети. Основното им струпване е между орбитите на Юпитер и Нептун. Имат свойства, по които приличат на астероиди и на комети.

## История
Първият намерен кентавър е Хирон. Той е открит на 1 ноември 1977 година от астронома Чарлс Коуъл.

## Най-известните кентаври
| Име                        | Екваториален диаметър, km | Голяма полуос, а. е. | Перихелий, а. е. | Афелий, а. е. | Открит | Забележка |
| -------------------------- | ------------------------- | -------------------- | ---------------- | ------------- | ------ | --------- |
| (2060) Хирон (Chiron)      | 137 ± 5                   | 13,670               | 8,449            | 18,891        | 1977   |           |
| (5145) Фол (Pholus)        | 185 ± 16                  | 20,431               | 8,720            | 32,142        | 1992   |           |
| (7066) Несс (Nessus)       | около 58                  | 24,558               | 11,786           | 37,330        | 1993   |           |
| (8405) Асбол (Asbolus)     | 66 ± 4                    | 17,942               | 6,834            | 29,049        | 1995   |           |
| (10199) Харикло (Chariclo) | 258,6 ± 10,3              | 15,87                | 13,08            | 18,66         | 1997   |           |